# Jeff Morrison
Jeffrey Alan Morrison (ur. 4 lutego 1979 w Huntington) – amerykański tenisista.

## Kariera tenisowa
Karierę tenisową Morrison rozpoczął w 2000 roku, a zakończył w 2006 roku. W grze pojedynczej wygrał trzy tytuły rangi ATP Challenger Tour.
W grze podwójnej zwyciężył w ośmiu imprezach ATP Challenger Tour. W styczniu 2003 roku osiągnął finał zawodów kategorii ATP World Tour w Adelaide, w parze z Maksem Mirnym. W sierpniu tego samego roku zdobył brązowy medal podczas igrzysk panamerykańskich w Santo Domingo, wspólnie z Alexem Bogomolovem Jr.
W rankingu singlowym Morrison najwyżej był na 85. miejscu (8 lipca 2002), a w klasyfikacji deblowej na 81. pozycji (19 sierpnia 2002).

### Finały w turniejach ATP World Tour
| Nazwa                         |
| ----------------------------- |
| Wielki Szlem                  |
| Igrzyska olimpijskie          |
| Tennis Masters Cup            |
| ATP Masters Series            |
| ATP International Series Gold |
| ATP International Series      |

#### Gra podwójna (0–1)
| Końcowy wynik | Nr | Data            | Turniej  | Nawierzchnia | Partner    | Przeciwnicy                | Wynik finału     |
| ------------- | -- | --------------- | -------- | ------------ | ---------- | -------------------------- | ---------------- |
| Finalista     | 1. | 4 stycznia 2003 | Adelaide | Twarda       | Maks Mirny | Jeff Coetzee Chris Haggard | 6:2, 4:6, 6:7(7) |